# Стшалкув (Великопольське воєводство)
Стшалкув (пол. Strzałków) — село в Польщі, у гміні Ліскув Каліського повіту Великопольського воєводства.
Населення — 399 осіб (2011).
У 1975-1998 роках село належало до Каліського воєводства.

## Демографія
Демографічна структура станом на 31 березня 2011 року:
|          | Загалом | Допрацездатний вік | Працездатний вік | Постпрацездатний вік |
| -------- | ------- | ------------------ | ---------------- | -------------------- |
| Чоловіки | 195     | 43                 | 127              | 25                   |
| Жінки    | 204     | 52                 | 103              | 49                   |
| Разом    | 399     | 95                 | 230              | 74                   |